# Friedhof Höngg

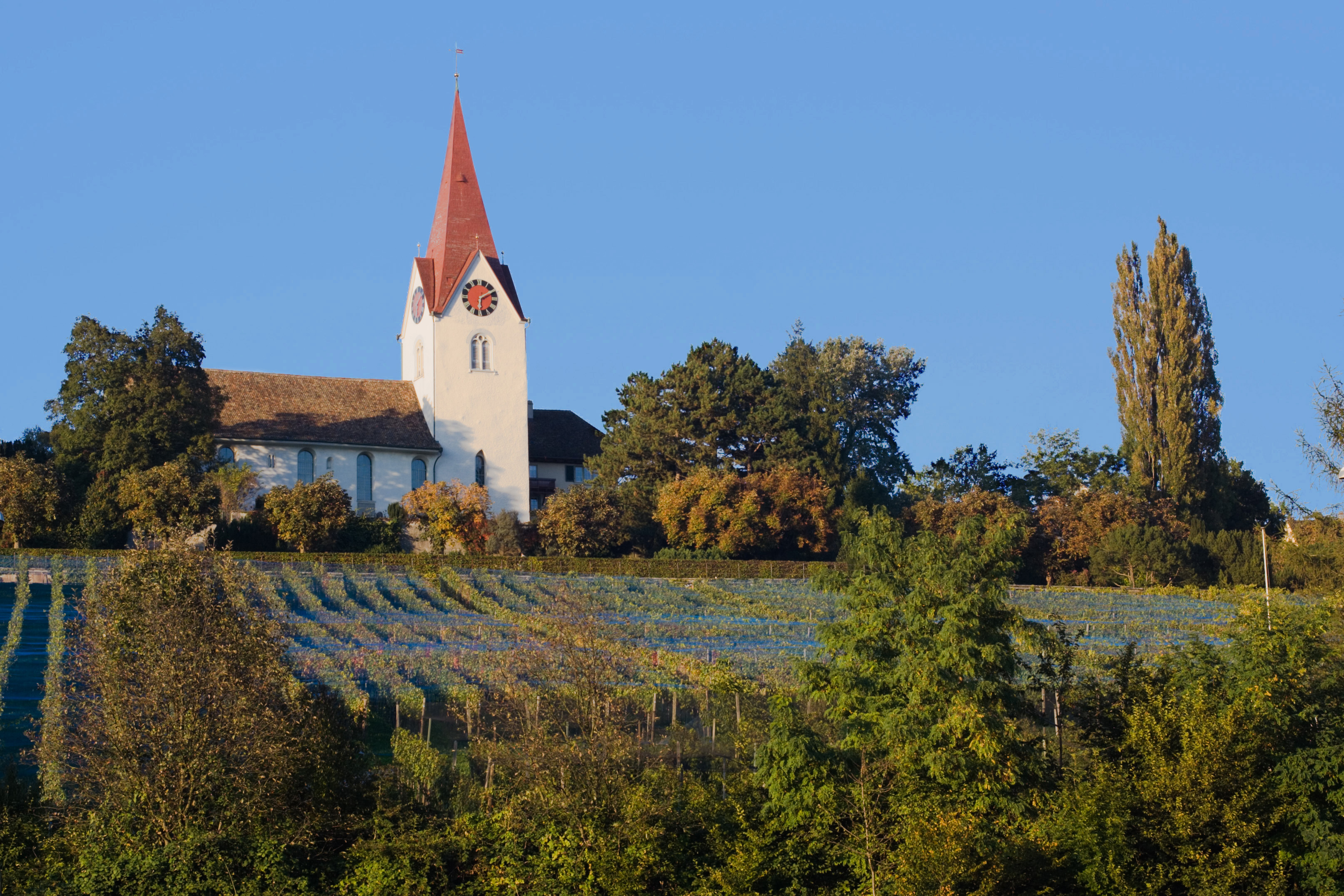
Reformierte Kirche Höngg mit dem Friedhof, darunter der Höngger Rebberg

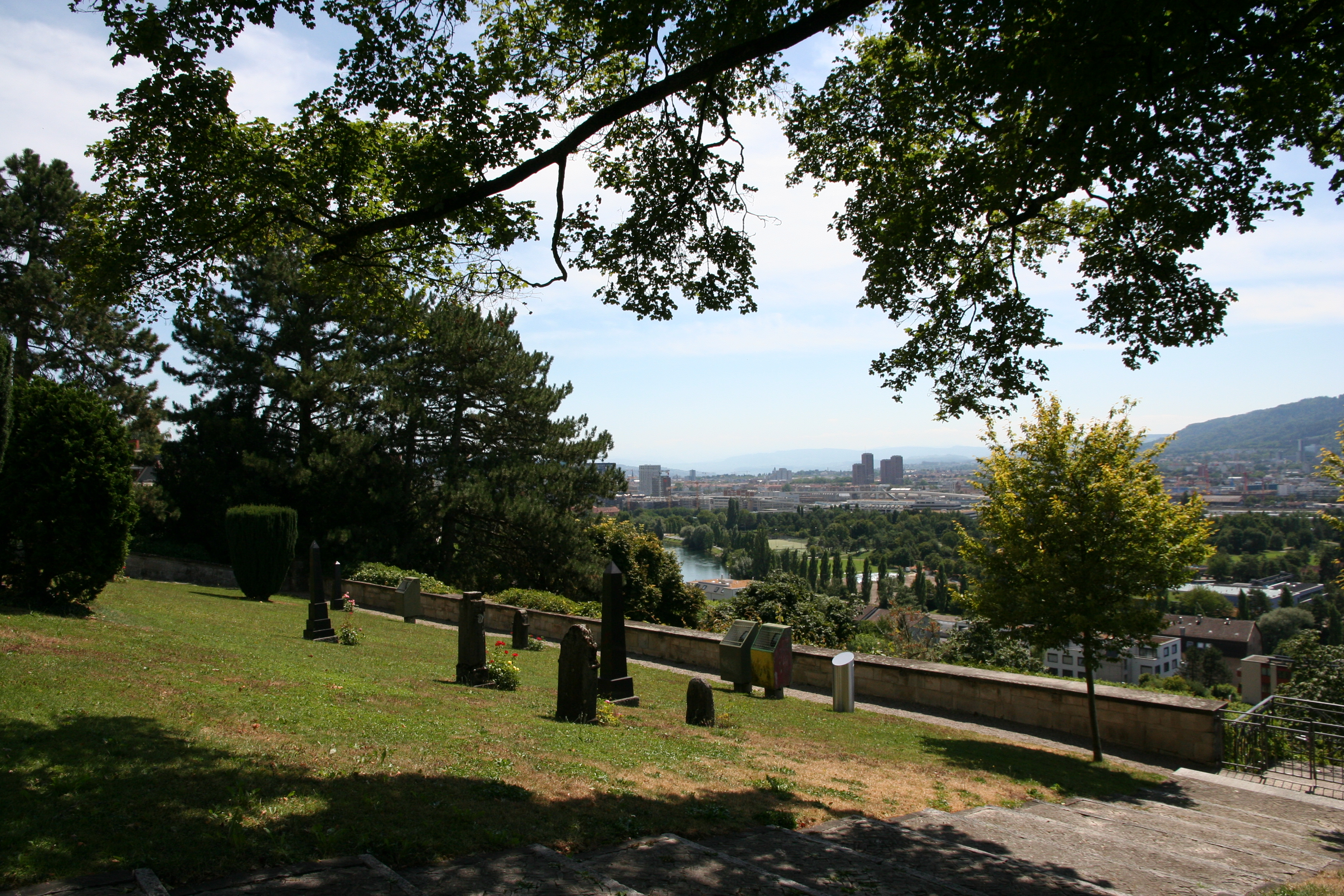
Kirchhof

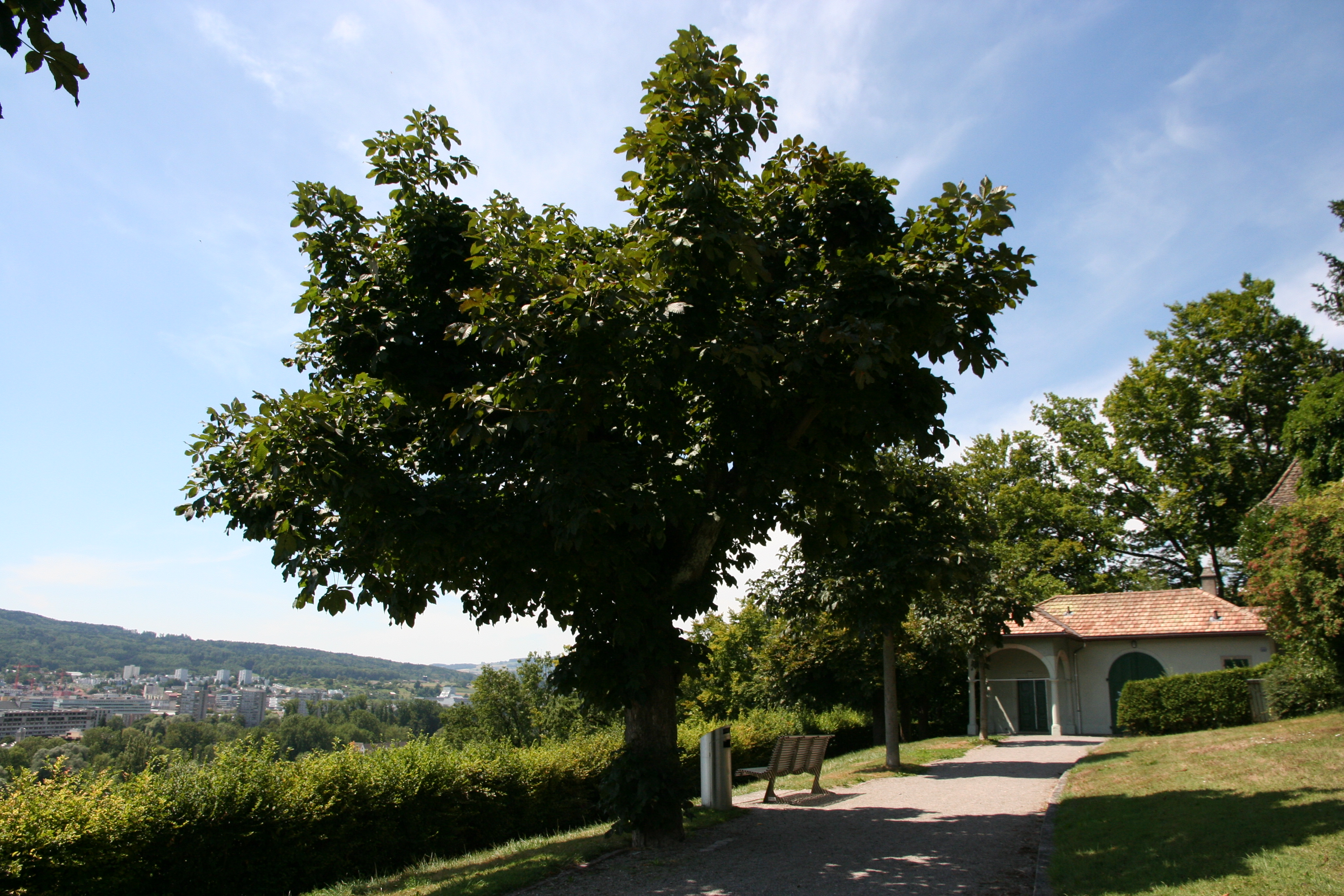
Alte Aufbahrungshalle

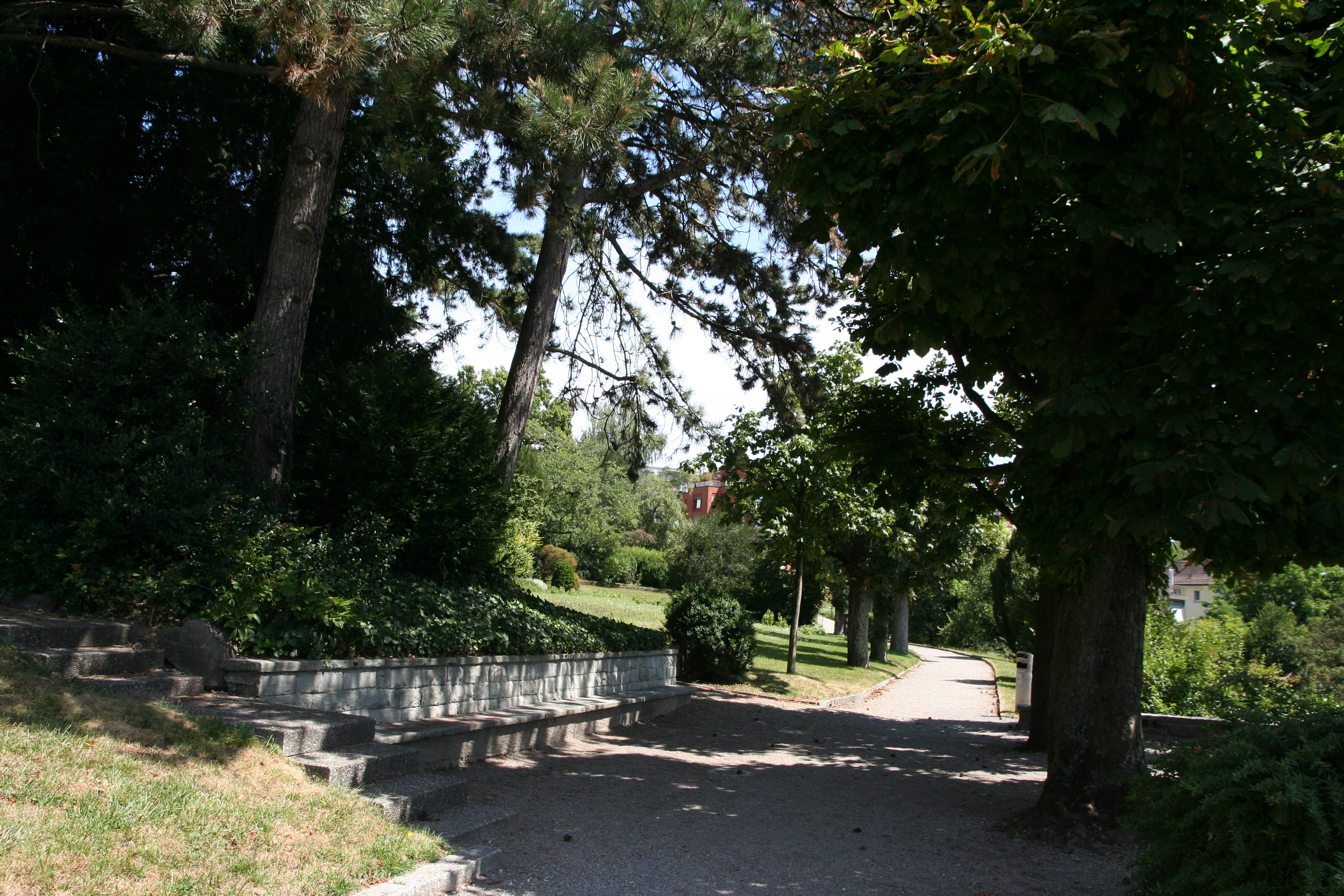
Jüngerer Friedhofsteil

Der Friedhof Höngg ist ein Friedhof im Quartier Höngg im Nordwesten von Zürich. Er liegt südlich der reformierten Kirche Höngg an erhöhter Lage über dem Limmattal.

## Geschichte
Der alte Kirchhof um die reformierte Kirche Höngg ist seit dem 15. Jahrhundert Begräbnisstätte. In seiner heutigen Grösse besteht der kirchnahe Bereich seit dem Jahr 1846, als zu dessen Sicherung bergabwärts eine heute noch erhaltene Schwergewichtsmauer errichtet wurde. 1902 wurde unterhalb der Kirchhofmauer ein Leichenhaus errichtet. Als Höngg im Rahmen der zweiten Eingemeindung Teil der Stadt Zürich wurde, erweiterte man den Friedhof unterhalb der Schwergewichtsmauer nach Plänen von Gustav Ammann auf seine heutige Grösse. Da der Friedhof Höngg wegen des Baubooms nach dem Zweiten Weltkrieg durch den neueren Friedhof Hönggerberg ersetzt wurde, hob man in den Jahren 1961–1973 die Grabfelder bis auf wenige Familiengräber schrittweise auf. Im Jahr 1989 wurde der Friedhof Höngg ins Inventar der Gartendenkmalpflege der Stadt Zürich aufgenommen.

## Areal und Bauten
Der Friedhof Höngg beeindruckt durch seine ungewöhnliche Lage über der Europabrücke und dem Höngger Rebberg an der Südfront der reformierten Kirche Höngg. Von drei Seiten ist der Friedhof zugänglich: vom Portikus der Kirche, vom Wettingertobel und von der Bauherrenstrasse. Die Anlage erstreckt sich auf zwei Terrassen, wobei die obere mehrheitlich als Grabmalmuseum eingerichtet ist. Über dem Wettingertobel thront das frühere Leichenhaus, das heute als Dienstgebäude Verwendung findet. Die hohe Schwergewichtsmauer, die vom Limmattal aus gut sichtbar ist, trennt den oberen, älteren Friedhofsteil vom unteren. Dieser besitzt im östlichen Bereich zwei etwa gleich grosse Bestattungsfelder. Eine Rosskastanienallee führt durch den unteren Friedhofsbereich.

## Grabstätten bedeutender Persönlichkeiten
Der Friedhof Höngg ist die letzte Ruhestätte von:
- Paul Zweifel, gest. 1989, Gemeindepräsident und Gründer der Firma Zweifel